# (8578) Shojikato
(8578) Shojikato est un astéroïde de la ceinture principale.

## Description
(8578) Shojikato est un astéroïde de la ceinture principale. Il fut découvert le 19 novembre 1996 à Ōizumi par Takao Kobayashi. Il présente une orbite caractérisée par un demi-grand axe de 3,00 UA, une excentricité de 0,10 et une inclinaison de 11,0° par rapport à l'écliptique.

## Compléments